# CF Brăila în sezonul 1982-1983

## Echipă
| Nr. |         | Poziție | Jucător          |
| --- | ------- | ------- | ---------------- |
| -   | România | P       | Șerban Trofin    |
| -   | România | F       | Ilie Trifina     |
| -   | România | F       | Vasile Darie     |
| -   | România | F       | Ionel Moroianu   |
| -   | România | M       | Adrian Petrache  |
| -   | România | M       | Ionel Drăgoi     |
| -   | România | M       | Ionel Iuga       |
| -   | România | M       | Niță Cireașă     |
| -   | România | A       | Dumitru Bulancea |
| -   | România | A       | Ion Văsâi        |

## Transferuri

### Sosiri
| Post | Jucător      | De la echipa | Sumă de transfer  | Dată |  | ---- |
| ---- | ------------ | ------------ | ----------------- | ---- |  | ---- |
| M    | Niță Cireașă | Juniori      | liber de contract | -    |  |      |

### Plecări
| Post | Jucător          | De la echipa       | Sumă de transfer  | Dată |  | ---- |
| ---- | ---------------- | ------------------ | ----------------- | ---- |  | ---- |
| M    | Gheorghe Cațaros | Universitatea Cluj | liber de contract | -    |  |      |
| F    | Ionel Panțuru    | Petrolul Brăila    | liber de contract | -    |  |      |
| A    | Mirel Arif       | Petrolul Brăila    | liber de contract | -    |  |      |